# 슌오쿠 묘하
슌오쿠 묘하(春屋 妙葩, しゅんおく みょうは)는 일본 무로마치 시대(室町時代) 임제종(臨済宗) 선승이다. 슌오쿠는 도호, 묘하는 법휘이며, 별호는 다실(芥室)、불경자(不軽子)라고도 한다. 시호는 지각보명국사(知覚普明国師)이다.
무로마치 막부(室町幕府)의 귀의를 받아 임제종 쇼고쿠지(相国寺)의 제2조(실질적으로는 개산조)가 되었다. 고산 문화(五山文化)의 발전에 기여하였다. 이밖에도 스승 무소 소세키(夢窓疎石)가 맡은 바 있는 덴류지(天龍寺)나 린젠지(臨川寺)의 주지직도 지냈다.

## 생애
가이국(甲斐国) 태생으로 외숙부이기도 한 무소 소세키에게 수계를 받고 덴류지의 주지가 되었고 무로마치 막부에 대해 오산제일(五山第一)이라 일컬어지던 난젠지(南禅寺)의 누문(楼門, 산문) 신축을 제언하였다. 막부는 누문 건설의 원조를 명하였으나 난젠지와 분쟁 중이던 온조지(園城寺)가 이에 항의하였고, 교토 히에이 산(比叡山)의 문도들도 여기에 가세하여 누문 철거나 묘하의 유배를 요구하고 나서면서, 분쟁은 정치 문제로까지 발전하였다.
오안(応安) 2년/쇼헤이(正平) 24년(1369년)에 간레이(管領) 호소카와 요리유키(細川頼之)는 묘하에 반대하던 승도들의 요구를 들어주어 난젠지의 누문을 철거하게 하였다. 묘하는 요리유키와 대립하여 덴류지 주지직을 사임하고 아와 국(阿波国)의 고쇼인(光勝院), 단고국(丹後国)의 운몬지(雲門寺)로 옮겨 은거하였다. 간레이 요리유키는 묘하와의 화해를 위해 회담을 요구하였으나 묘하는 이를 거절하였다. 이에 요리유키는 묘하 문하 승도들의 승적을 박탈하는 것으로 맞섰다. 3대 쇼군 아시카가 요시미쓰(足利義満)의 명에 의해 묘하는 1376년에 젯카이 츄신(絶海中津)과 함께 일본으로 돌아온 죠린 료사(汝霖良佐)에게 법을 전하였다.
고랴쿠(康暦) 원년/덴주(天授) 5년(1379년) 고랴쿠 정변(康暦の政変)으로 요리유키가 실각한 뒤에 묘하는 교토로 돌아와 난젠지 주지로 복귀하였다. 묘하는 요리유키가 실각하기 직전에 단고를 떠났기 때문에, 그가 정변에 관여한 것으로 추정되고 있다. 묘하는 쇼군 요시미쓰의 귀의를 받아 그 해 10월 10일에 초대 승록(僧録)이 되었다. 그 해에 요시미쓰의 요청으로 묘하는 일본 전국의 선종 사찰을 통괄하게 되었다.
그뒤 사가 호도지(嵯峨宝幢寺)를 개산하고 나아가 요시미쓰는 쇼코쿠지를 창건하고 묘하를 개산 제1세로 요청하였는데, 묘하는 이를 고사하였으며, 대신 스승 무소 소세키를 개산시조(開山始祖)로 받들고 묘하는 제2세 주지가 되었다. 실질적으로는 묘하가 쇼코쿠지의 개산조였으며, 오산십찰(五山十刹) 제도를 만들어 오산파(五山派)를 일으켰다. 오산판(五山版)의 간행 등에도 나서서 고잔 문화의 발전에도 기여하였다. 또한 많은 제자들을 길러내었으며, 이들은 명-일본간 교역에서 그리고 고려-일본간 교섭에서 막부의 외교 고문으로 활약하였다.
1366년 왜구 금압을 요청하는 고려의 사절이 일본에 왔을 때 당시 북조(北朝) 조정은 고려의 사절이 원의 정동행중서성(征東行中書省)의 자문(咨文) 및 할부(箚付)를 지참하고 있다는 것과, 앞서 원과 고려가 연합하여 일본을 공격했던 것을 이유로 고려 사절단의 입국을 거절하였으나, 2대 쇼군 아시카가 요시아키라(足利義詮)는 슌오쿠 묘하에게 임시로 승록(僧録) 자격을 주어 교섭을 맡기는 동시에 쇼군 요시아키라 자신도 고려에서 온 사자를 불러 만나기도 하였다. 다만 북조 조정은 사절을 맞아 들이는 것을 거절하였으므로 쇼군 요시아키라는 정식 회답을 고려에 줄 수 없었고, 다만 교섭을 맡았던 슌오쿠 묘하의 명의로 구게 세손지 유키타다(世尊寺行忠)의 집필로 비공식 답서를 써서 보냈다(『선린국보기』・『녹왕원문서』). 1388년에는 슌오쿠 묘하 자신이 이마가와 료슌(今川了俊)과 함께 고려에 사신을 보내어 대장경(大藏經)을 요구하기도 하였다.